# Alena (Mexicoraphidia) americana
Alena (Mexicoraphidia) americana is een kameelhalsvliegensoort uit de familie van de Raphidiidae. De soort komt voor in Mexico.
Alena (Mexicoraphidia) americana werd voor het eerst wetenschappelijk beschreven door Carpenter in 1959.